# Wallon-Cappel
Wallon-Cappel (niederländisch: Waalskappel) ist eine Gemeinde mit 798 Einwohnern (Stand: 1. Januar 2022) im französischen Département Nord in der Region Hauts-de-France. Sie gehört zum Arrondissement Dunkerque und ist Mitglied im Gemeindeverband Cœur de Flandre Agglo. Die Bewohner werden Wallon-Cappelois und Wallon-Cappeloises genannt.

## Geografie

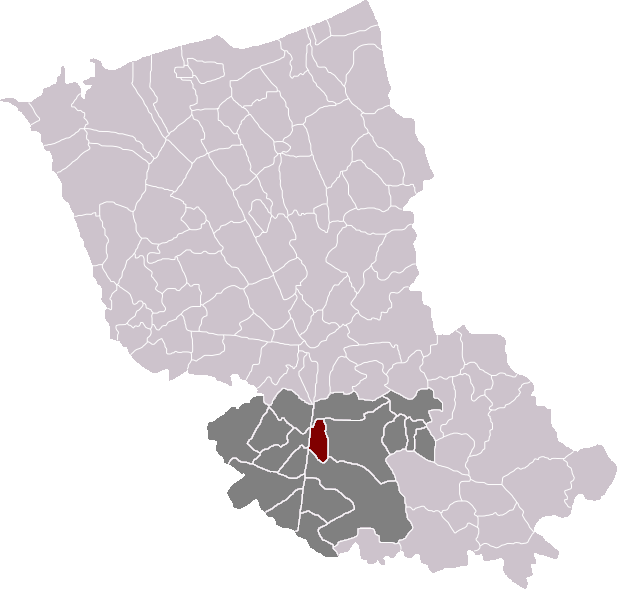
Lage von Wallon-Cappel im Arrondissement Dunkerque

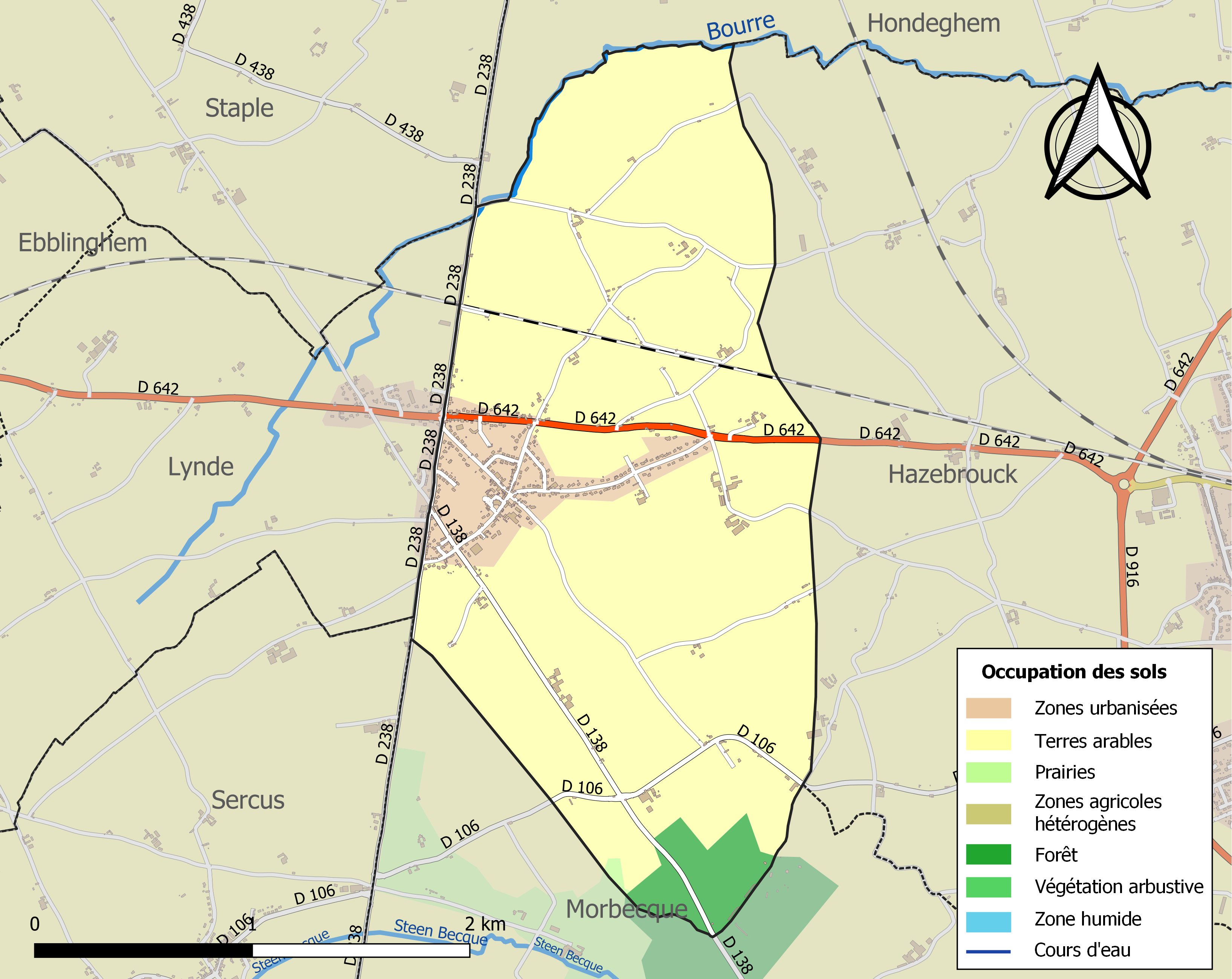
Bodennutzung, Hydrografie und Infrastruktur der Gemeinde (2018)

Wallon-Cappel liegt in Französisch-Flandern, etwa 35 Kilometer südsüdöstlich von Dünkirchen und etwa 43 Kilometer westnordwestlich von Lille in der Région naturelle Houtland. An der nördlichen Gemeindegrenze verläuft das Flüsschen Bourre, das hier noch Borre Becque genannt wird. Die Gemeinde wird außerdem von der zeitweise trockenfallenden Cleen Becque, dem Flüsschen Crinchon und verschiedenen kleineren Bächen entwässert. Das Zentrum liegt auf einer Höhe von etwa 50 m. Das Gemeindegebiet ist größtenteils flach, fällt jedoch nach Norden am Ufer der Bourre auf 30 m ab, nach Süden hin auf 69 m an.
Teile des südlichen Gebiets von Wallon-Cappel gehören zur 399 Hektar großen ZNIEFF-Naturzone „Bois de la Franque, Bois de la Cruysable et Canton des huit rues“ (310013315). Rund 88 % der Fläche der Gemeinde werden landwirtschaftlich genutzt, rund 8 % entfallen auf bebaute Flächen, 4 % sind bewaldet, insbesondere im Süden durch den Anteil an der Forêt domaniale de Nieppe (Stand: 2018).
Wallon-Cappel grenzt im Nordwesten an Staple, Hondeghem im Norden, Hazebrouck im Osten, Morbecque im Süden, Sercus im Südwesten und Lynde im Westen.

## Etymologie
Der Name der Gemeinde leitet sich aus dem germanischen walhas kapella (deutsch Kapelle Walh) ab. Walha bedeutet außerdem „Wallone“. Formen waren in der Folge „Gallonis capella“ (um 1190 und 1215), „Wales capple“ (1201), „Walonis capella“ (1218 und 1221), „Walon Cappel“ (1793).

## Bevölkerungsentwicklung
| Jahr                       | 1962 | 1968 | 1975 | 1982 | 1990 | 1999 | 2006 | 2013 | 2020 |
| -------------------------- | ---- | ---- | ---- | ---- | ---- | ---- | ---- | ---- | ---- |
| Einwohner                  | 451  | 452  | 460  | 546  | 653  | 831  | 894  | 862  | 777  |
| Quellen: Cassini und INSEE |      |      |      |      |      |      |      |      |      |

## Sehenswürdigkeiten
- Kirche Saint-Martin
- Kapelle Notre Dame de Consolation
- Reste einer ehemaligen V1-Stellung, seit 2007 als Monument historique eingeschrieben

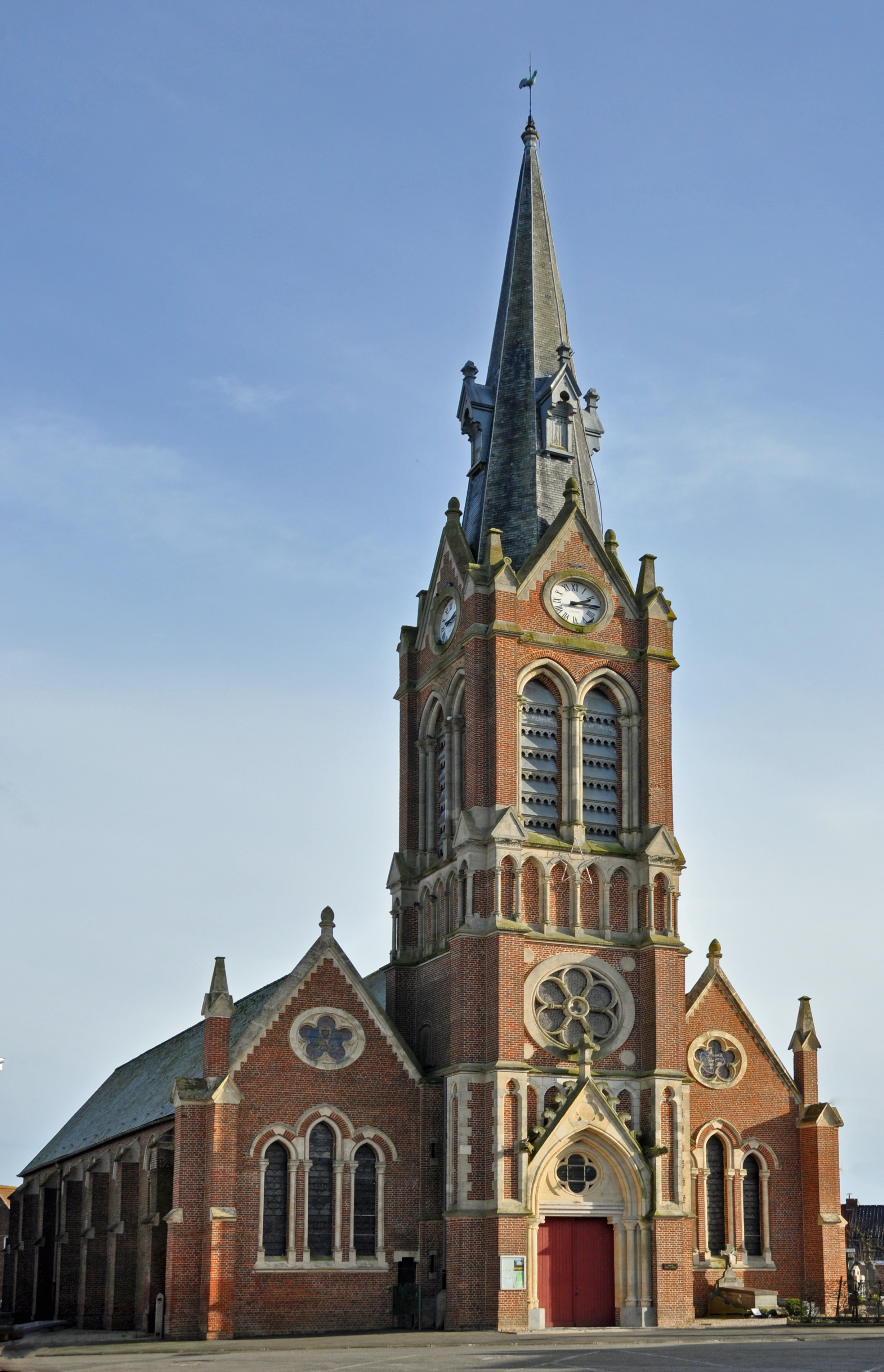
Kirche Saint-Martin
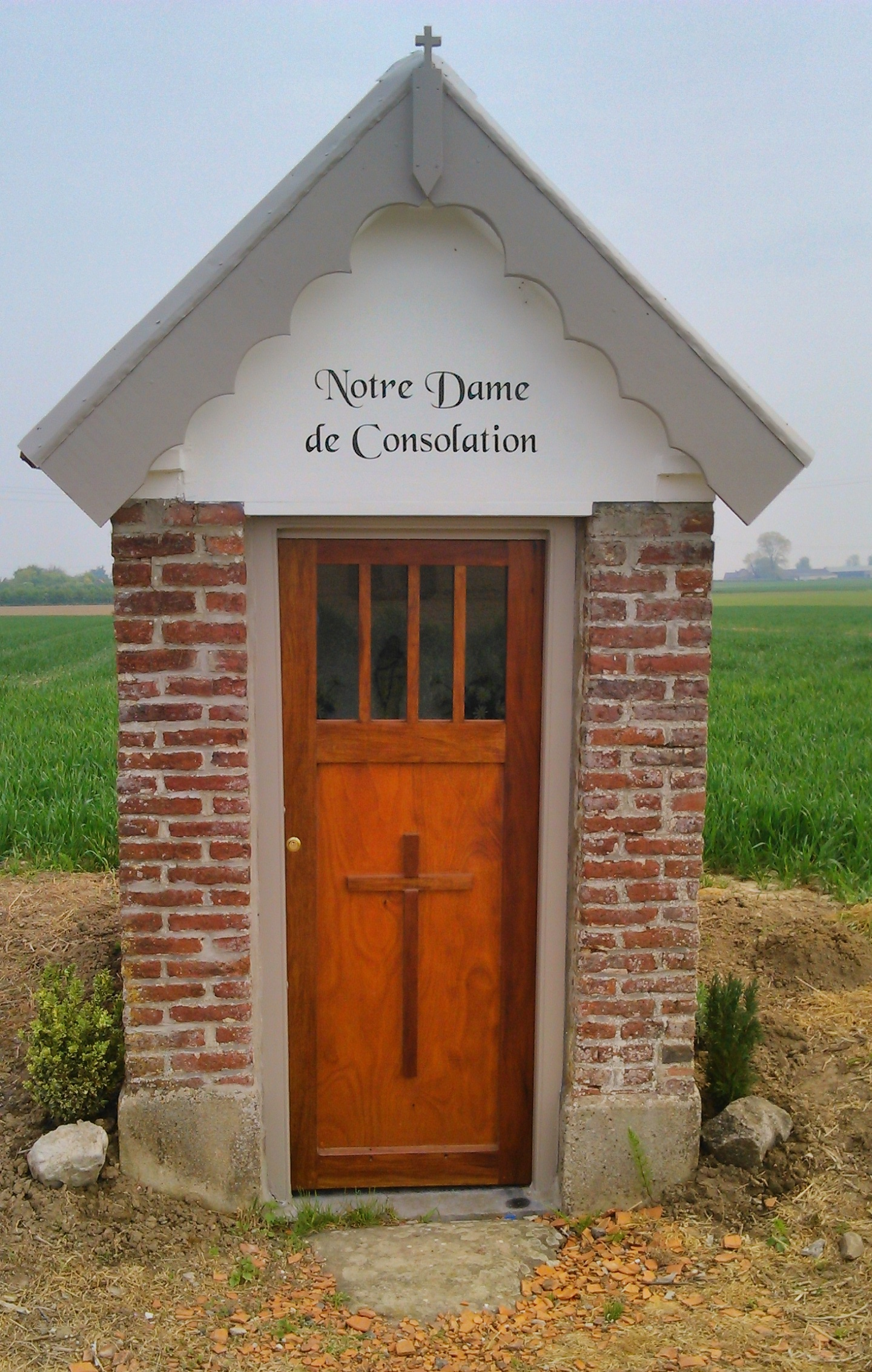
Kapelle Notre Dame de Consolation
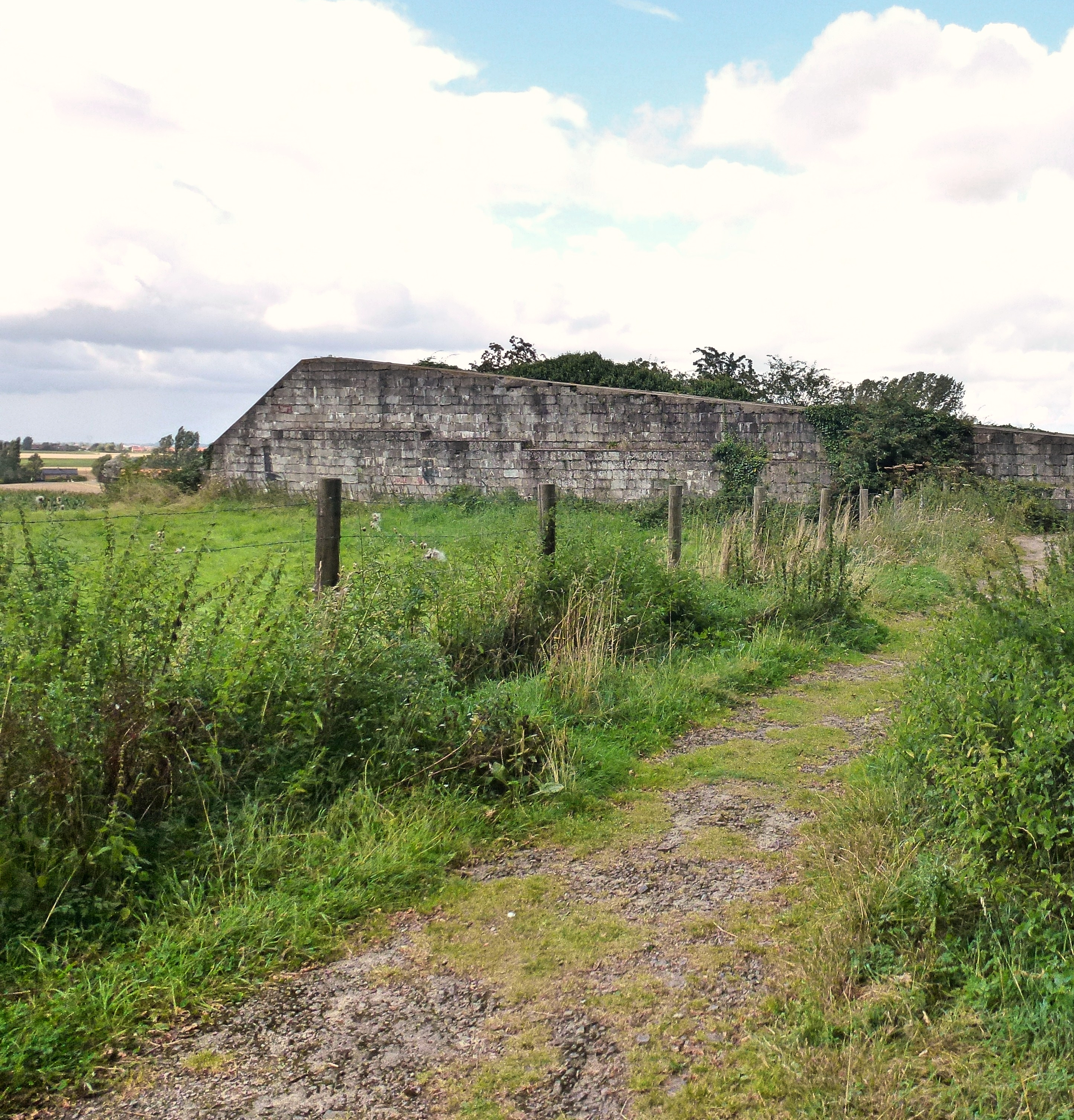
Reste einer ehemaligen V1-Stellung

## Verkehr
Die Departementsstraße D 642, die ehemalige Route nationale 42 von Boulogne-sur-Mer nach Lille, durchquert das Gemeindegebiet von West nach Ost. Die Departementsstraße D 238 verläuft auf der Trasse einer ehemaligen Römerstraße von Thiennes nach Cassel an der westlichen Gemeindegrenze entlang. Die nachgeordneten Departementsstraße D 106 und D 138 sowie Lokale Landstraßen führen zu den Weilern der Gemeinde und weiteren Nachbargemeinden. Busse einer Linie der Transportgesellschaft Arc-en-Ciel des Départements Nord fahren nach Buysscheure über Cassel im Nordwesten und nach Hazebrouck im Osten.
Die Bahnstrecke Lille–Les Fontinettes durchquert das nördliche Gemeindegebiet ohne Haltepunkt.